# Jübar
Jübar é um município da Alemanha, situado no distrito de Altmarkkreis Salzwedel, no estado de Saxônia-Anhalt. Tem 70,89 km² de área, e sua população em 2019 foi estimada em 1.574 habitantes.